# Gnophomyia elsneri
Gnophomyia elsneri là một loài ruồi trong họ Limoniidae. Chúng phân bố ở miền Cổ bắc.